# Aristolochia tresmariae
Aristolochia tresmariae là một loài thực vật có hoa trong họ Aristolochiaceae. Loài này được Ferris mô tả khoa học đầu tiên năm 1927.